# Manastirica (Prizren)
Pour les articles homonymes, voir Manastirica.
Manastiricë en albanais et Manastirica en serbe latin (en serbe cyrillique : Манастирица) est une localité du Kosovo située dans la commune/municipalité de Prizren et dans le district de Prizren/Prizren. Selon le recensement kosovar de 2011, elle compte 1 107 habitants, dont 1 106 Bosniaques.

## Démographie

### Évolution historique de la population dans la localité
| 1948 | 1953 | 1961 | 1971  | 1981  | 1991  | 2011  |
| ---- | ---- | ---- | ----- | ----- | ----- | ----- |
| 584  | 632  | 692  | 1 070 | 1 410 | 1 698 | 1 107 |

|  |